# Phoenicagrion flammeum
Phoenicagrion flammeum là một loài chuồn chuồn kim trong họ Coenagrionidae.
Phoenicagrion flammeum được Selys miêu tả khoa học năm 1876.